# Hypoponera cognata
Hypoponera cognata är en myrart som först beskrevs av Santschi 1912.  Hypoponera cognata ingår i släktet Hypoponera och familjen myror. Inga underarter finns listade i Catalogue of Life.